# Psolidium marshae
Psolidium marshae is een zeekomkommer uit de familie Psolidae.
De wetenschappelijke naam van de soort werd in 2008 gepubliceerd door Mark O'Loughlin & D. Maric.